# Karabin AR-7

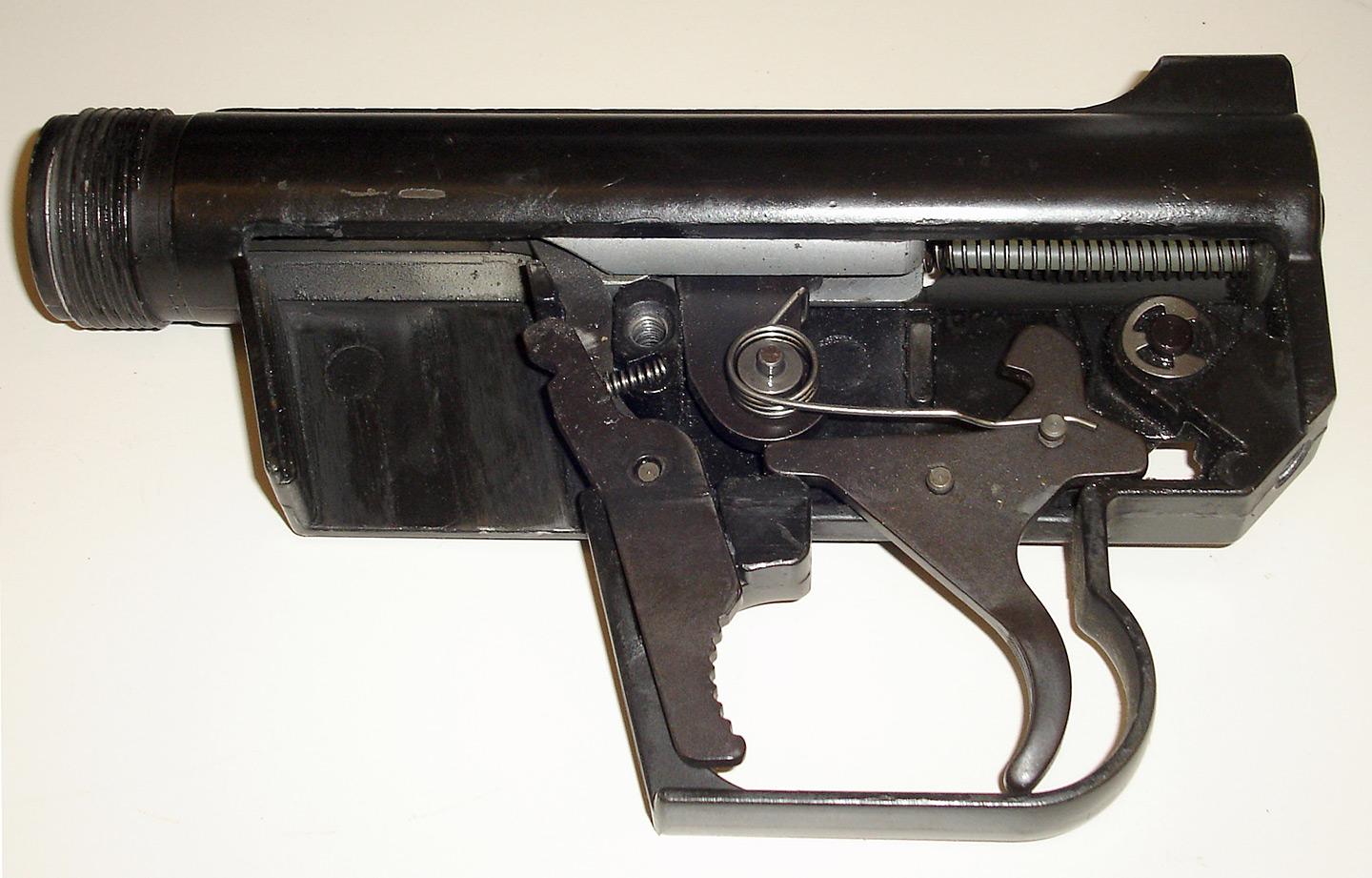
Komora spustowa karabinu AR-7 z widocznymi częściami

AR-7 – amerykański karabin samopowtarzalny, zaprojektowany pod koniec lat 50. XX wieku przez Eugene’a Stonera, pracującego dla Armalite, należącego wówczas do przedsiębiorstwa Fairchild Aircraft Corporation. Karabin produkowany jest nieprzerwanie od 1959; obecnie przez firmę Henry Repeating Arms z siedzibą w Bayonne w stanie New Jersey. 

## Historia konstrukcji
AR-7 został opracowany w celu zapewnienia odpowiedniej broni dla członków US Air Force z rozbitych statków powietrznych, którzy znaleźli się w nieznanym i odległym terenie. Podstawową ideą było zaprojektowanie lekkiej broni, odpowiedniej do polowania na małą zwierzynę, która będzie niewrażliwa na warunki pogodowe i będzie łatwo przechowywana. Niezwykłą cechą AR-7 jest to że wszystkie elementy broni czyli lufa, korpus z komorą zamkową i dwa magazynki przechowywane są w wodoodpornej i wytrzymałej kolbie. Do ich połączenia nie są wymagane żadne narzędzia.
AR-7 sprzedawany obecnie na rynek cywilny, nadaje się również do strzelania do celów treningowych lub rekreacyjnych, ponieważ jest niedrogi, strzela niedrogą amunicją i może być przewożony w bezpieczne miejsce do strzelania bez zwracania na siebie uwagi.

## Opis konstrukcji
AR-7 to broń survivalowa o długości 889 milimetrów, strzelająca amunicją bocznego zapłonu z zamkniętego zamka. Główne elementy karabinu o wadze 1,13 kilograma wykonane są ze stali nierdzewnej, natomiast kolba z polimerów. Broń zasilana jest z magazynków pudełkowych o pojemności 8, 10, 15 lub 25 nabojów .22 Long Rifle (kaliber 5,6 mm). Istnieje możliwość zamontowania celownika optycznego.

## Wpływy kulturowe
Karabin AR-7 pojawia się w filmach Pozdrowienia z Rosji (1963), Goldfinger (1964) oraz W tajnej służbie Jej Królewskiej Mości (1969), o przygodach brytyjskiego agenta Jamesa Bonda.